# Aphnaeus heliodorus
Aphnaeus heliodorus är en fjärilsart som beskrevs av Schultze 1916. Aphnaeus heliodorus ingår i släktet Aphnaeus och familjen juvelvingar. Inga underarter finns listade i Catalogue of Life.